# حرب 1948
الحرب العربية الإسرائيلية عام 1948 وتسمى أيضًا بحرب النكبة واختصارًا حرب 1948 هي أولى الحروب العربية الإسرائيلية، حدثت عقب إنهاء الإنتداب البريطاني على فلسطين وإعلان قيام إسرائيل. نشبت الحرب على أرض فلسطين بين كل من المملكة الأردنية الهاشمية والمملكة المصرية ومملكة العراق وسوريا ولبنان والمملكة العربية السعودية ضد المليشيات الصهيونية المسلحة في فلسطين والتي تشكّلت من البلماخ والإرجون والهاجاناه والشتيرن والمتطوعين اليهود من خارج حدود الانتداب البريطاني على فلسطين. أودت الحرب بحياة آلاف الجنود من الطرفين، وانتهت بهزيمة العرب، فأطلقوا عليها حرب النكبة.
كانت المملكة المتحدة قد أعلنت إنهاء انتدابها على فلسطين وغادرت تبعًا لذلك القوات البريطانية من منطقة الإنتداب، وأصدرت الأمم المتحدة قرارًا بتقسيم فلسطين لدولتين يهودية وعربية الأمر الذي عارضته الدول العربية وشنّت هجومًا عسكريًا لطرد المليشيات اليهودية من فلسطين في مايو 1948 استمر حتى مارس 1949.
خلال الحرب، خططت بريطانيا سرًا لغزو أردني كامل للضفة الغربية على أمل القضاء على إمكانية إنشاء دولة فلسطينية بقيادة أمين الحسيني، والتي كانت ناجحة وأمنت النفوذ البريطاني داخل شرق الأردن على الرغم من أن دورهم قد خلق نتيجة غير مرغوب فيها في مستقبل الشرق الأوسط.
في اليوم التالي لإعتماد خطة الأمم المتحدة لتقسيم فلسطين في 29 نوفمبر 1947 وهي خطة تهدف إلى تقسيم فلسطين إلى دولة عربية ودولة يهودية ونظام دولي خاص يغطي القدس وبيت لحم قُتل سبعة يهود في هجمات حافلات فجة من قبل مسلحين عرب في حادثة تعتبر الأولى في الحرب الأهلية. جاء هذا الهجوم انتقامًا لإغتيال خمسة أفراد من عائلة عربية على يد جماعة شتيرن يشتبه في أنهم مخبرين بريطانيين. كان هناك توتر وصراع بين العرب واليهود والبريطانيين منذ وعد بلفور عام 1917 وإنشاء الإنتداب البريطاني على فلسطين عام 1920. لم تكن السياسات البريطانية مرضية للعرب واليهود على حد سواء. تطورت المعارضة العربية إلى الثورة العربية 1936-1939 في فلسطين، بينما تطورت المعارضة اليهودية إلى التمرد اليهودي 1944-1947 في فلسطين.
في 15 مايو 1948، تحولت الحرب الأهلية إلى صراع بين إسرائيل والدول العربية بعد إعلان إستقلال إسرائيل في اليوم السابق. دخلت مصر والأردن وسوريا وقوات التدخل السريع من العراق إلى فلسطين. سيطرت القوات العربية على المناطق العربية وهاجمت على الفور القوات الإسرائيلية والعديد من المستوطنات اليهودية. دار القتال الذي دام عشرة أشهر في الغالب في أراضي الإنتداب البريطاني وفي شبه جزيرة سيناء وجنوب لبنان، وتخللته عدة فترات هدنة.
سيطرت إسرائيل كنتيجة للحرب على المنطقة التي اقترحتها الأمم المتحدة للدولة اليهودية، بالإضافة إلى ما يقرب من 60% من المساحة المقترحة للدولة العربية، والتي شملت مناطق مثل يافا واللد والرملة والجليل الأعلى وأجزاء من النقب وشريط كبير على طول طريق تل أبيب-القدس. سيطرت إسرائيل أيضًا على القدس الغربية، التي كان من المفترض أن تكون جزءًا من المنطقة الدولية للقدس وضواحيها. سيطر الأردن على القدس الشرقية وما أصبح يعرف بالضفة الغربية وضمها في العام التالي، وسيطر الجيش المصري على قطاع غزة.
في مؤتمر أريحا في 1 ديسمبر 1948، دعا 2000 مندوب فلسطيني إلى توحيد فلسطين وشرق الأردن كخطوة نحو الوحدة العربية الكاملة. أدى هذا الصراع إلى تغير ديموغرافي كبير في جميع أنحاء الشرق الأوسط. وقد فر أو طُرد حوالي 700 ألف عربي فلسطيني من منازلهم في المنطقة التي سيطرت عليها إسرائيل وأصبحوا لاجئين فلسطينيين، وهي الفترة التي يشيرون إليها باسم النكبة. انتقل عدد مماثل من اليهود إلى إسرائيل خلال السنوات الثلاث التي تلت الحرب، بما في ذلك 260 ألفًا من الدول العربية المحيطة.

## الخلفية التاريخية
في 29 نوفمبر 1947، اعتمدت الجمعية العامة للأمم المتحدة قرارًا يوصي بتبني وتنفيذ خطة لتقسيم فلسطين الخاضعة للانتداب البريطاني إلى دولتين، واحدة عربية والأخرى يهودية، وقد شمل القرار أيضًا مدينة القدس.
قوبل قرار الجمعية العامة بشأن التقسيم بفرحة عارمة بين أفراد الجاليات اليهودية ولكنه أثار غضبًا واسع النطاق في العالم العربي. ففي فلسطين، اندلعت أعمال العنف على الفور تقريبًا، مما أدى إلى إطلاق دوامة من الأعمال الانتقامية والانتقامية المضادة. ومع تصاعد التوترات امتنع البريطانيون عن التدخل المباشر، مما سمح للوضع بالتدهور من صراع منخفض المستوى إلى حرب أهلية واسعة النطاق.
ابتداءً من شهر يناير، اتخذت العمليات طابعًا عسكريًا تدريجيًا بمشاركة عدة أفواج من جيش التحرير العربي داخل فلسطين، عمل كل فوج ضمن قطاعات مختلفة حول مدن ساحلية مختلفة، مع التركيز بشكل خاص على تعزيز الوجود العسكري في الجليل والسامرة.
وصل عبد القادر الحسيني من مصر برفقة فرقة مؤلفة من عدة مئات من الجنود المنتمين إلى جيش الجهاد المقدس. وتمكن من تجنيد عدة آلاف من المتطوعين. نظم الحسيني حصارًا على 100,000 يهودي من سكان القدس. فردت سلطات اليشوف بإمداد المدينة بقوافل تصل إلى 100 مركبة مدرعة، لكن العملية أصبحت غير مجدية على نحو متزايد بسبب ارتفاع عدد الضحايا في قوافل الإغاثة. بحلول شهر مارس، أثبتت استراتيجية الحسيني نجاحها. تم تدمير جميع مركبات الهاغاناه المدرعة تقريبًا، وفُرض الحصار بالكامل، ولقي العديد من أعضاء الهاغاناه الذين حاولوا نقل الإمدادات إلى المدينة حتفهم. كان الوضع أكثر خطورة بالنسبة لأولئك الذين يقيمون في المستوطنات اليهودية الواقعة في المناطق المعزولة في النقب والجليل الشمالي.
تلقى السكان اليهود أوامر صارمة تطالبهم بالتمسك بمواقعهم في كل مكان بأي ثمن، كان السكان العرب أكثر تأثرًا بالظروف العامة لانعدام الأمن التي تعرضت لها البلاد. تم إجلاء ما يصل إلى 100,000 عربي من الطبقات العليا والمتوسطة الحضرية في حيفا ويافا والقدس، أو المناطق التي يهيمن عليها اليهود، إما إلى دول أجنبية أو إلى المراكز العربية شرقًا. دفع هذا التطور في الأحداث الولايات المتحدة إلى سحب دعمها لخطة التقسيم، مما شجع الجامعة العربية على الاعتقاد بأن العرب الفلسطينيين (المدعومين بجيش التحرير العربي) قادرون على إحباط خطة التقسيم. ومع ذلك، قرر البريطانيون في 7 فبراير 1948 دعم قرار ضم الجزء العربي من فلسطين إلى شرق الأردن.
على الرغم من أن الشك كان يسيطر على مؤيدي اليشوف، إلا أن هزائمهم الواضحة كانت بسبب سياسة الانتظار والترقب أكثر من كونها ضعفًا. أعاد ديفيد بن غوريون تنظيم الهاغاناه وجعل التجنيد الإجباري إلزاميًا، وفرض على كل رجل وامرأة يهوديين في البلاد أن يتلقوا تدريبًا عسكريًا. وبفضل الأموال التي جمعتها غولدا مائير من المتعاطفين معها في الولايات المتحدة، وقرار ستالين بدعم القضية الصهيونية، تمكن الممثلون اليهود في فلسطين من توقيع عقود تسليح مهمة للغاية، واستعاد عملاء الهاغاناه الآخرون مخزونات السلاح الذي خلفته الحرب العالمية الثانية، مما عزز بشكل كبير موارد الجيش وقدراته اللوجستية. وسمحت عملية بالاك بنقل الأسلحة والمعدات الأخرى للمرة الأولى بحلول نهاية شهر مارس.
كلف يغائيل يادين من قبل بن غوريون بمهمة وضع خطة هجوم يتزامن توقيتها بالجلاء المتوقع للقوات البريطانية. وقد تم إعداد هذه الاستراتيجية التي تسمى "خطة داليت" بحلول شهر مارس، وتنفيذها في نهاية شهر أبريل. ووضعت خطة منفصلة أخرى (سميت بعملية نحشون) بهدف رفع الحصار عن القدس. بين 5 و20 أبريل نفذ ما يقارب 1500 عسكري من لواء جفعاتي التابع للهاغاناه ولواء هرئيل التابع للبالماح طلعات جوية لتحرير الطريق إلى المدينة. تصرف الجانبان العربي واليهودي بشكل عدواني في تحدٍ لخطة التقسيم، التي اعتبرت القدس منطقة منفصلة، لا تخضع للولاية القضائية اليهودية أو العربية.
لم يقبل العرب بخطة التقسيم، بينما كان اليهود مصممين على معارضة تدويل المدينة، وتأمينها كجزء من الدولة اليهودية. وكانت العملية ناجحة، ونُقل ما يكفي من المواد الغذائية لمدة شهرين إلى القدس لتوزيعها على السكان اليهود. وساعد في نجاح العملية وفاة الحسيني في القتال. خلال هذا الوقت، وبشكل مستقل عن الهاغاناه أو إطار خطة دالت، قام مقاتلون غير نظاميين من تشكيلات الإرغون وليحي بذبح عدد كبير من العرب في دير ياسين، وبالرغم من شجب هذا الحدث وانتقاده علنًا من قبل السلطات اليهودية الأساسية، إلا أنه كان له تأثير عميق على معنويات السكان العرب وساهم في الهجرة الجماعية للسكان العرب.
في الوقت نفسه، مُني جيش التحرير العربي بهزيمة ساحقة في مشمار هعيمك في أول عملية واسعة النطاق له، بالتزامن مع فقدان حلفائه الدروز بسبب الانشقاق. وفي إطار إنشاء الاستمرارية الإقليمية اليهودية التي تنبأت بها خطة دالت، اعتزمت قوات الهاغاناه والبالماخ والإرغون احتلال المناطق المختلطة، وكان لذلك أثر عميق على المجتمع العربي الفلسطيني، وسقطت طبريا وحيفا وصفد وبيسان ويافا وعكا، مما أدى إلى تهجير أكثر من 250 ألف عربي فلسطيني.

### تقسيم فلسطين
في 29 نوفمبر 1947 وافقت الجمعية العامة للأمم المتحدة على قرار تقسيم فلسطين إلى دولتين يهودية وعربية (فلسطينية) وتدويل منطقة القدس (أي جعلها منطقة دولية لا تنتمي لدولة معينة ووضعها تحت حكم دولي)، وكان قرار التقسيم كالتالي:
- 56%: لليهود.
- 43%: للعرب.
- 1%: منطقة القدس (وهي منطقة دولية ووضعت تحت الانتداب بإدارة الأمم المتحدة)، وقد شمل القرار على الحدود بين الدولتين الموعودتين وحدّد مراحل في تطبيقه وتوصيات لتسويات اقتصادية بين الدولتين.

وبشكل عام، رحّب الصهاينة بمشروع التقسيم، بينما شعر العرب والفلسطينيون بالإجحاف. ولقد كانت عصبة التحرر الوطني، وهي مجموعة إميل حبيبي، وإميل توما وآخرين من العرب الذين تركوا الحزب الشيوعي الفلسطيني، هي الحركة العربية الفلسطينية الوحيدة التي دعت إلى قبول خطة التقسيم.
تصاعدت حدّة القتال بعد قرار التقسيم في بداية عام 1948، وتشكّل جيش الإنقاذ بقيادة فوزي القاوقجي، وبحلول شهر يناير من عام 1948 كانت منظّمتا الأرجون والشتيرن قد لجأتا إلى استخدام السيارات المفخخة، حيث في 4 يناير تم تفجير مركز الحكومة في يافا مما أسفر عن مقتل 26 مدني فلسطيني، وفي شهر مارس من عام 1948 نسف المقاتلون الفلسطينيون غير النظاميين مبنى مقر الوكالة اليهودية في مدينة القدس مما أدّى إلى مقتل 11 يهوديا وجرح 86. وفي يوم 12 أبريل 1948 أقرّت الجامعة العربية إرسال الجيوش العربية إلى فلسطين وأكدت اللجنة السياسية أن الجيوش لن تدخل قبل انسحاب بريطانيا المُزمع في 15 مايو.
عَيّن ين جوريون يغال يادين مسؤولا عن إيجاد خطة للتحضير للتدخل العربي المعلن. وخرجت تحليلات يغال يادين بالخطة دالت، والتي وضعت حيّز التنفيذ منذ شهر نيسان/أبريل وما تلاه. ترسم «الخطة دالت» الجزء الثاني من مراحل الحرب، حيث انتقلت فيها الهاجاناه من موقع «الدفاع» إلى موقع الهجوم.

### انتهاء الانتداب
قرّرت الحكومة البريطانية إنهاء الانتداب البريطاني على فلسطين في منتصف الليل بين ال14 و15 من مايو 1948 بضغط من الأمم المتحدة [بحاجة لمصدر]التي طالبت بريطانيا بإنهاء انتدابها على فلسطين
في الساعة الرابعة بعد الظهر من 14 مايو أعلن المجلس اليهودي الصهيوني في تل أبيب أن قيام دولة إسرائيل سيصبح ساري المفعول في منتصف الليل، وقد سبقت هذا الإعلان تشاورات بين ممثل الحركة الصهيونية موشيه شاريت والإدارة الأمريكية دون أن تعد حكومة الولايات المتحدة الاعتراف بالدولة، أما بالفعل فنشر الرئيس الأمريكي هاري ترومان رسالة الاعتراف بإسرائيل بعد إعلانها ببضع دقائق. أما الاتحاد السوفياتي فاعترف بإسرائيل بعد إعلانها بثلاثة أيام. امتنعت القيادة الصهيونية عن تحديد حدود الدولة في الإعلان عن تأسيسها واكتفت بتعريفها ك«دولة يهودية في إيرتس يسرائيل»، أي في فلسطين. أسفر الإعلان مباشرة عن بدء الحرب بين إسرائيل والدول العربية المجاورة. في 26 مايو 1948 أقيم الجيش الإسرائيلي بأمر من ديفيد بن غوريون رئيس الحكومة الإسرائيلية المؤقتة.

## ميزان القوى

### القوات العربية

#### مصر
شكّلت المملكة المصرية أكثرية القوات العربية عددا حيث أرسلت 10,000 جندي تحت قيادة اللواء أحمد علي المواوي، تليها المملكة الأردنية الهاشمية بإجمالي 4,500 جندي في 4 أفواج وبطاريتا مدفعية (بمجموع 8 مدافع 25 رطل بقيادة غلوب باشا. وشاركت المملكة العراقية بالحرب بقوة تضم 2,500 فرد بقيادة العميد محمد الزبيدي وأرسلت القوة إلى شرق الأردن في 29 إبريل 1948 وهي تتألف من فوج مشاة ميكانيكي وفوجان مشاة وكتيبة مدرعة (36 دبابة خفيفة) وكتيبة مدفعية ميدان (12 مدفع 25 رطل) وبطارية مدفعية مضادة للطائرات.

#### سوريا
شاركت سوريا بقوة تضم 1,876 فردا بقيادة العقيد عبد الوهاب الحكيم وتألّفت تشكيلات القوات السورية لواء مُشاة (مؤلف من كتيبتين) وكتيبة مشاه ميكانيكية (تضم سرية مؤلف من 17 عربة مصفحة طراز مارمون وسرية من 17 عربة مصفحة (6 مصفحات مارمون و11 مصفحة دودج محلية التصفيح وسرية دبابات رينو آر-35 من 13 دبابة وسرية مشاة محمولة من 140 جندي) إضافة كتيبة مدفعية من عيار 75 مم.

#### لبنان
شارك لبنان بكتيبتي مشاة في كل كتيبة 450 جندي وفصيل مدفعية هاون ومدافع رشاشة إضافة بطارية مدفعية من 4 مدافع عيار 105 ملم. و4 عربات مدرعة و4 دبابات خفيفة 7 طن ومجموعة مستشفى ميدان وقد تحشدت هذه القوات في مراكز تجمعها في الحدود اللبنانية الجنوبية ولقد بدأت الهجوم بدأً من 1 مايو 1948، وأوكلت مهمة قيادة القوات اللبنانية للعميد فؤاد شهاب.

#### السعودية
شاركت المملكة العربية السعودية بقوة بقيادة العقيد سعيد بك الكردي ووكيله القائد عبد الله بن نامي وبلغ عدد ضباط وأفراد الفرقة قرابة الثلاثة آلاف ومائتا رجل.
- 1 ـ وصلت الدفعة الأولى إلى غزة يوم 27 مايو 1948 م تضم 27 ضابطاً و339 رتب أخرى.
- 2 ـ وصلت الدفعة الثانية إلى غزة يوم 30 مايو 1948 م وتضم 19 ضابطاً و35 رتب أخرى.
- 3 ـ وصلت الدفعة الثالثة إلى غزة يوم 15 يونيو 1948 م وتضم 10 ضباط و329 رتب أخرى.

وكان بحوزة القوة العسكرية السعودية 36 هاون 3 بوصة، 34 مدفع براوننج، 72 رشاش برف، 10 رشاشات عيار 50، 10 رشاشات هونشكس، 750 بندقية 303 بوصة، 10 عربات مدرعة همير، وكانت ذخيرة هذه القوة نحو 21600 قذيفة هاون 3 بوصة، 165000 طلقة 30.
كذلك شارك جيش الجهاد المقدس وجيش الإنقاذ بالحرب حيث قامت الجامعة العربية بأول خطوة لتوفير الاحتياجات الدفاعية للفلسطينيين في سبتمبر 1947 حيث أمرت بتشكيل اللجنة العسكرية الفنية وذلك لتقييم المتطلبات الدفاعية الفلسطينية، خرج التقرير باستنتاجات تؤكد قوة الصهاينة وتؤكد أنه ليس للفلسطينيين من قوى بشرية أو تنظيم أو سلاح أو ذخيرة يوازي أو يقارب ما لدى الصهاينة، وحث التقرير الدول العربية على «تعبئة كامل قوتها».
قامت الجامعة بتخصيص مبلغ مليون جنيه استرليني للجنة الفنية، وقبل إصدار قرار التقسيم حذّر اللواء إسماعيل صفوت رئيس اللجنة الفنية أنه «بات من المستحيل التغلّب على القوات الصهيونية باستخدام قوات غير نظامية» وأنه «ليس باستطاعة الدول العربية أن تتحمّل حربا طويلة»، وبعد قرار التقسيم اجتمعت الدول العربية في القاهرة بين 8 و17 ديسمبر 1947 وأعلنت أن تقسيم فلسطين غير قانوني وتقرّر أن تضع 10,000 بندقية و3,000 متطوع (وهو ما أصبح يعرف بجيش الإنقاذ) بينهم 500 فلسطيني ومبلغ مليون جنية في تصرف اللجنة العسكرية الفنية.
وتكونت وحدات جيش الإنقاذ من ثمانية أفواج:
- 1. فوج اليرموك الأول: وتكوّن من ثلاث سرايا بمجموع 500 فرد.
- 2. فوج اليرموك الثاني: وتكون ثلاث سرايا بمجموع 430 فرد.
- 3. فوج اليرموك الثالث: وتكون من سريتين 250 فرد.
- 4. فوج حطين: ثلاث سرايا وعدد أفرادها 500.
- 5. فوج الحسين (الفوج العراقي): ثلاث سرايا وعدد الأفراد 500.
- 6. فوج جبل الدروز: وتكوّن من ثلاث سرايا بلغ عدد أفرادها 500.
- 7. فوج القادسية: وتكوّن من ثلاث سرايا بلغ عدد أفرادها 450.
- إضافة لأربع سرايا مستقلة غير تابعة لأي فوج، عدد أفرادها حوالي 450 فرد

### إسرائيل
بلغت أعداد منظمة الهاجاناه في ربيع عام 1947 بحسب المصادر الرسمية الإسرائيلية قرابة 45,300 فرد، ويدخل في هذه الأعداد أعضاء البالماخ البالغ عددهم نحو 2,200 فرد،
وحينما بدأت التعبئة في أعقاب قرار التقسيم انضم إلى الهاجاناه نحو 30 ألف مجند من يهود فلسطين و20 ألف آخرين من يهود أوروبا حتى إعلان قيام دولة إسرائيل في مساء 14 مايو 1948.
حينما اندلعت الحرب في فلسطين ارتفعت أعداد الهاجاناه في الأسبوع الأول من يونيو 1948 إلى نحو 107,300 نتيجة لرفع سن التجنيد إلى 35 عاماً اعتباراً من 4 مايو مما أضاف نحو 12 ألف مجند زيادة على أعداد الهاجاناه في 14 مايو.

## بدء الحرب

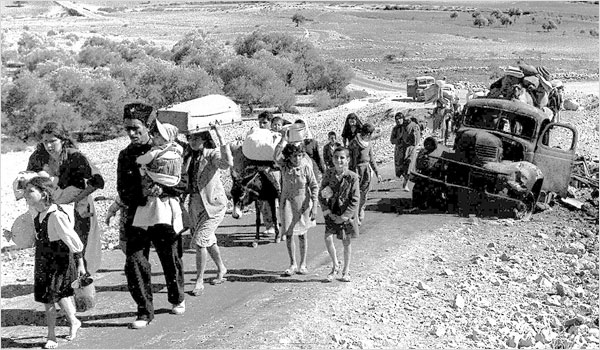
لاجئون فلسطينيون يفرون من مناطقهم في فلسطين خلال عام 1948م

وصلت الجيوش العربية من مصر وسوريا والعراق والأردن والسعودية ولبنان إلى فلسطين وهاجمت القوات العربية المستعمرات الصهيونية المقامة في فلسطين وهاجم القوات المصرية تجمعي كفار داروم ونيريم الصهيونيتين في النقب.
كانت أقوى الجبهات وأهمّها هي الجبهة الأردنية الإسرائيلية فقد عبرت ثلاثة ألوية تابعة للجيش الأردني نهر الأردن إلى فلسطين في 16 مايو 1948 ثم ازدادوا إلى أربعة مع مُضي الحرب، بالإضافة إلى عدّة كتائب مشاة.

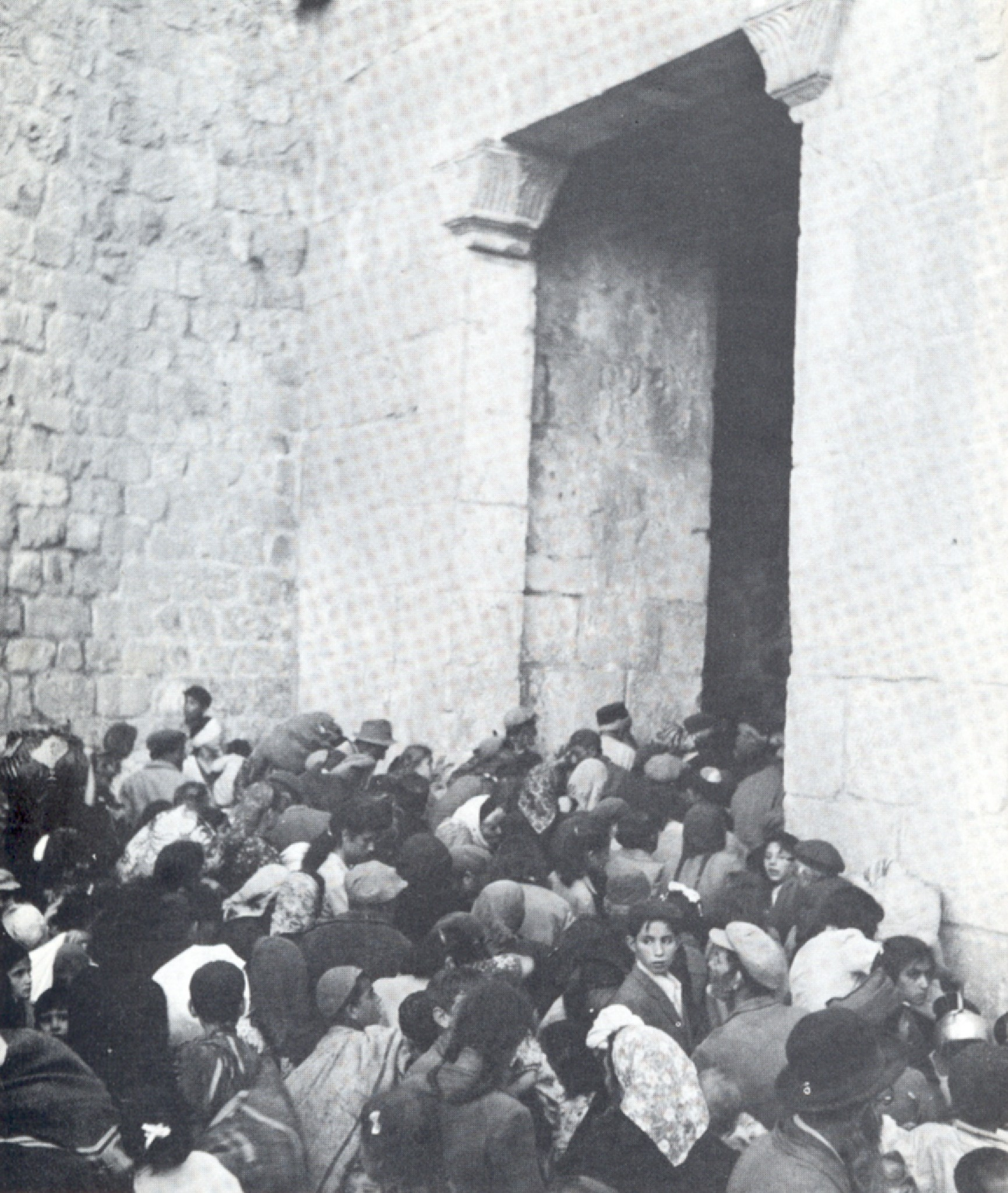
سكان الحي اليهودي في القدس يفرون منه في 28 أيار / مايو 1948 بعد سقوطه بيد القوات الأردنية مساء ذلك اليوم.

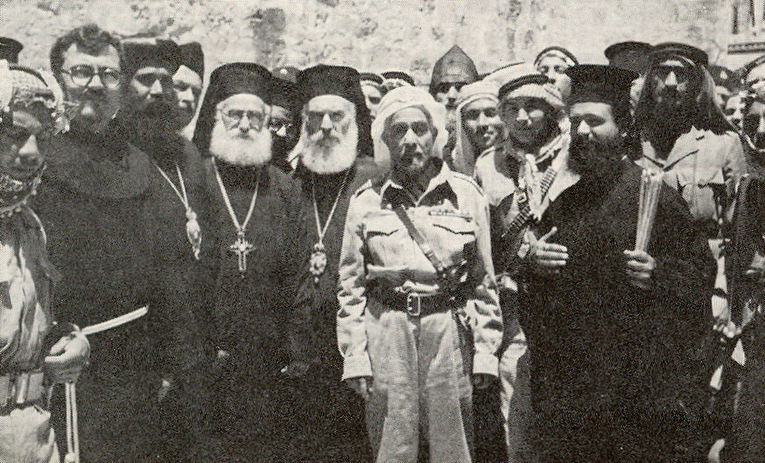
الملك عبد الله الأول بن الحسين يزور مدينة القدس في 29 أيار/مايو 1948

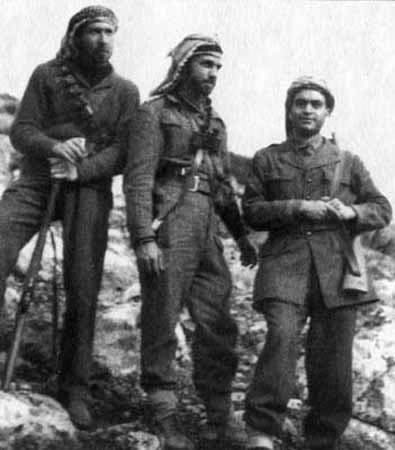
متطوعون سوريون أثناء الحرب

كان هناك حوالي خمسين ضابط بريطاني يخدم في الجيش العربي الأردني، الذي كان على درجة عالية من التدريب. وكان الجيش العربي الأردني ربما أفضل الجيوش المتحاربة من الناحية التكتيكية. حيث عانت باقي الجيوش من ضعف شديد في اتخاذ القرارات الحاسمة على المستوى الإستراتيجي والقيام بمناورات تكتيكية (Tactical maneuvers), أنظر. وقد رافق الجيش العربي فريق من الصحفيين الأجانب من ضمنهم مراسل مجلة التايم.
قام كلوب باشا بتقسيم القوات الأردنية كالتالي:
| الوحدة العسكرية                             | القائد             | الرتبه                 | المنطقة العسكرية                   |
| ------------------------------------------- | ------------------ | ---------------------- | ---------------------------------- |
| القائد العام للجيش العربي الأردني           | جون باغوت جلوب     | جنرال (فريق أول)       | القيادة العامة (الزرقاء)           |
| القائد الميداني                             | نورمان لاش         | بريجاديير (عميد)       |                                    |
| اللواء الأول ويتضمن الفوجين الأول والثالث   | ديزموند غولدي      | كولونيل (عقيد)         | منطقة نابلس العسكرية               |
| الفوج الأول                                 | بلاكدين            | كولونيل (عقيد)         | منطقة نابلس العسكرية               |
| الفوج الثالث                                | ويليام نيومان      | كولونيل (عقيد)         | منطقة نابلس العسكرية               |
| اللواء الثاني ويتضمن الفوجين الخامس والسادس | سام سيدني أرثر كوك | بريجاديير (عميد)       | قوة دعم                            |
| الفوج الخامس                                | جيمس هاوكن         | ميجور (رائد)           | قوة دعم                            |
| الفوج السادس                                | عبد الله التل      | ميجور (رائد)           | منطقة القدس العسكرية               |
| اللواء الثالث ويتضمن الفوجين الثاني والرابع | تيل أشتون          | كولونيل (عقيد)         | منطقة رام الله العسكرية            |
| الفوج الثاني                                | سليد               | ميجور (رائد)           | منطقة رام الله العسكرية            |
| الفوج الرابع                                | حابس المجالي       | لفتنانت كولونيل (مقدم) | اللطرون، اللد والرملة              |
| اللواء الرابع                               | أحمد صدقي السيد    | كولونيل (عقيد)         | قوة دعم: رام الله، الخليل، والرملة |

ومن ثم خاض الجيش الأردني ثلاث معارك كبيرة هي:
1- معركة باب الواد
2- معركة اللطرون
3- معركة القدس
فاستطاع الحفاظ على القدس والضفة الغربية كاملة مع انتهاء الحرب وكانت خسائر الإسرائيليين في هذه المعارك ضخمة، فقد قال رئيس الوزراء الإسرائيلي ومؤسس إسرائيل ديفيد بن غوريون في حزيران عام 1948 أمام الكنيست: «لقد خسرنا في معركة باب الواد وحدها أمام الجيش الأردني ضعفي قتلانا في الحرب كاملة».
وعلى الجبهة الشمالية استولت القوات النظامية اللبنانية قريتي المالكية وقَدَس في الجليل الأعلى جنوب الحدود اللبنانية. واستمرت المعارك على هذا النحو حتى تدخّل مجلس الأمن التابع للأمم الدولية وفرض عليها وقفا لإطلاق النار في 10 يونيو 1948 تتضمن حظر تزويد أي من أطراف الصراع بالأسلحة ومحاولة التوصل إلى تسوية سلمية.

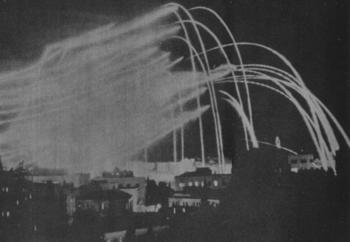
المدفعية الأردنية تقصف مدينة القدس

عقب هذا القرار الدولي وقف القتال بين الجيش الإسرائيلي والجيوش العربية النظامية أما جيش الإنقاذ فواصل عملياته العسكرية في منطقة الجليل. تم تحديد الهدنة لمدة 4 أسابيع. وبالرغم من حظر التسليح أو إرسال أي عدد جديد من القوات لجبهات القتال فإن إسرائيل لم تلتزم مطلقاً بهذا الشرط وأخذت تسارع في تعويض خسائرها وانهالت عليها الأسلحة بصورة ضخمة خصوصا الطائرات وكذلك تطوّع الكثير من يهود أوروبا إلى الذهاب لجبهات القتال وأيضا قامت إسرائيل بخرق الهدنة للتوسع في الأراضي التي احتلتها حيث زحفت جنوباً من القطاع الشمالي عدد كبير من القوات نحو الفالوجة التي ترابض فيها القوات المصرية لمحاولة كسب أرض جديدة وكذلك تطويق الجيش المصري فيها لإضعاف الجبهة الجنوبية التي كانت تقترب شيئا فشيئاً من تل أبيب وفي 8 يوليو 1948 استأنف الجيش الإسرائيلي القتال في جميع الجبهات رغم محاولات الأمم المتحدة لتمديد مدة الهدنة. وعندما استؤنفت المعارك من جديد كان للجيش الإسرائيلي اليد العليا واتخذت المعارك مسارا مختلفا وتعرضت القوات العربية لسلسلة من الهزائم واستطاعت إسرائيل فرض سيطرتها على مساحات واسعة من أراضي فلسطين التاريخية. وانتهت المعارك في 21 يوليو بعد أن هدد مجلس الأمن بفرض عقوبات قاسية على الجوانب المتقاتلة. قبل العرب الهدنة الثانية التي كانت اعترافا بالهزيمة وتدخل حرب فلسطين التاريخ العربي تحت اسم (النكبة).
انتهى القتال في 7 يناير 1949 بعد استيلاء الجيش الإسرائيلي على معظم منطقة النقب وتطويق القوات المصرية التي كانت مرابطة حول الفالوجة في النقب الشمالي. وبعد نهاية القتال بدأت مفاوضات في جزيرة رودس اليونانية بتوسيط الأمم المتحدة بين إسرائيل من جانب وكل من مصر والأردن وسوريا ولبنان من جانب آخر. تم التوقيع على اتفاقيات الهدنة الأربع بين 24 فبراير و20 يوليو 1949، وفيها تم تحديد الخط الأخضر، بينما لم يوقع العراق على الهدنة. في 7 مارس 1949 وصّى مجلس الأمن بقبول إسرائيل عضوا كاملا في الأمم المتحدة وفي 11 مايو 1949 أقرت الجمعية العامة هذه التوصية.

## معارك الجيش العراقي

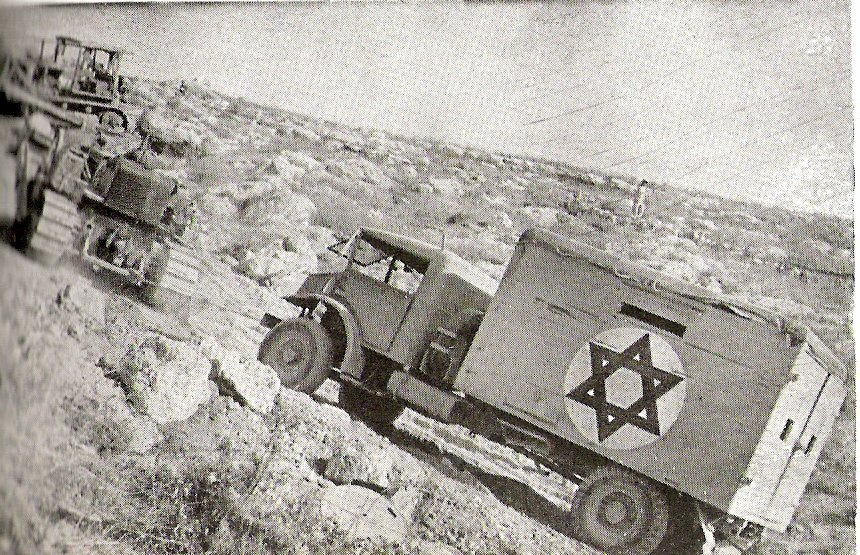
جرافة تجر شاحنة صهيونية على "طريق بورما".

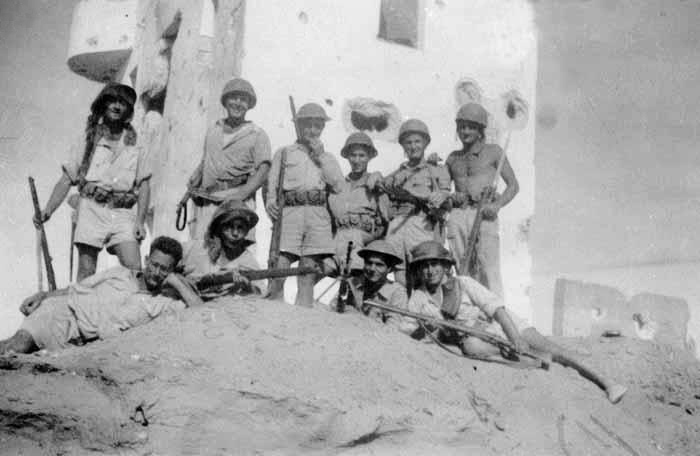
جنود الاحتلال في نيريم.

تم تحرير مدينة جنين على يد القوات العراقية وطرد المنظمات الصهيونية منها وعلى رأسها «الهاجانا» عام 1948 اثر معارك شرسة. ولقد حاصر اليهود السرايا – مركز البوليس الواقع على طريق حيفا حصارا محكما لوجود مناضلين ومقاتلين من البوليس الفلسطيني، وبدأوا بقصفه بمدافع الهاون وقد دبت الفوضى في المدينة التي كانت بحكم الساقطة عسكريا في أيدي اليهود، وكان اللواء العراقي بقيادة عمر علي يتحرك من مدينة نابلس إلى غرب فلسطين إلى مدينة طولكرم ومن ثم يتمركز في مدينة قلقيلة وكفر قاسم شرقي مدينة تل أبيب. وعند مفرق دير شرف التقط اللواء الركن عمر علي قائد اللواء استغاثة المحاصرين لاسلكيا يطلبون النجدة، فما كان منه إلا ان حول اتجاه اللواء إلى جهة الشمال نحو مدينة جنين بدل ان يتجه غربا نحو طولكرم بدون الرجوع للقيادة العراقية فجنين تعد أهم من طولكرم لأنها أكبر بكثير ففي ذلك الوقت كانت جنين من المدن كبيرة في فلسطين حيث كان يسكنها حوالي 35000 فلسطيني بينما طولكرم كانت مدينة صغيرة لا يتعدى سكانها 9000. وقد اندفعت قوات اللواء عمر علي إلى جنين واتخذوا لهم نقطة عسكرية في سهل قباطية في منطقة بئر جنزور.
وكان الجيش العراقي ومعه قوات عربية وفلسطينية على حافة تحرير حيفا حيث تمت محاصرتها، ولكن تقدم الجيش توقف فجأة بسبب رفض القيادة السياسية في بغداد إعطاءه الاوامر للزحف وتحرير المزيد من الأرض. مما سبب ذلك ارباك شديد بين صفوف القوات وكان أحد الأسباب المباشرة للخسارة في الحرب هو رفض القيادة للتقدم وامرهم للقوات بالانسحاب.
وقد قدرت قوات الجيش العراقي عام 1948 بـحوالي 35 الف مقاتل موزعة على ثلاث فرق يقودها اللواء عمر علي، وقوته الجوية كانت تتالف من 100 طائرة بالأضافة إلى قوات الشرطة وعددها 20 ألف عنصر. أما أسلحته فكانت من التسليح البريطاني. وقد أرسل العراق بمعظم قوة الجيش العراقي في معركة تحرير فلسطين، كما دافعت القوات العراقية عن منطقة عارة وعرعرة وكفر قرع وإجزم وانشأت فوج الكرمل المتكون من متطوعين فلسطينيين وخاضت أيضًا هناك معارك هجومية في معركة القصر ومعركة وادي عارة بقيادة خليل جاسم الدباغ وغازي الداغستاني واخرون وفي غيرها من المناطق ولقد سلمت المناطق المدافعة عنها للقوات الأردنية لاحقا بعد وقف اطلاق النار.
يخلد الفلسطينيون ذكرى القتلى العراقيين دائما، حيث تقع مقبرة شهداء الجيش العراقي في إحدى قرى جنين وهي جنزور (مثلث الشهداء) شمال قباطية.

## معارك الجيش المصري

جنود إسرائيليون في بلدة الفالوجة بعد أن حوصرت لشهور طويله ولم تسقط إلا بعد اتفاقية رودس

كان الجيش المصري أكبر الجيوش العربية، إلا أنه عانى من مشاكل في العتاد والتنظيم. أهم المعارك التي خاضها هي:
- معركة نيتسانيم: حيث كان أول انتصار عربي على القوات الإسرائيلية، نشبت المعركة في ليلة 7 يونيو 1948 بين الجيش المصري والقوات الإسرائيلية وانتهت المعركة بهزيمة الجيش الإسرائيلي وتحرير مستعمرة نيتسانيم ورفع العلم المصري عليها[14] قُتل في هذه المعركة 30 من قادة الكوبتس الإسرائيليين وأُسر 105 من الجنود الإسرائيليين وتم نقلهم إلى القاهرة،[15] ثم خاض الجيش المصري معركة التل 69 في مكان قريب ونجح المصريين في السيطرة علي كامل الموقع بعد الانسحاب الإسرائيلي الغير منظم[16] اعتبر الإسرائيليون استسلام نيتسانيم إهانة، خاصة بعد أن نشر اللواء جفعاتي منشورًا يدين المدافعين. وطالب سكان نيتسانيم بفتح تحقيق في المعركة.[16]
- الفالوجة: أبلت فيها القوات المصرية تحت قيادة الأميرالاي السيد طه بلاء حسنا ولكن في نهاية المطاف حوصرت من قبل العصابات الصهيونية في الفالوجة وسط صحراء النقب. وكان جمال عبد الناصر ومعه عبد الحكيم عامر من الضباط المحاصرين مع كتيبته جنوب فلسطين والذين شكلوا مع زملائهم فيما بعد تنظيم الضباط الأحرار الذين ثاروا على الملك الذي تسبب في محاصرتهم ومن ثم انهزامهم في حرب 1948.

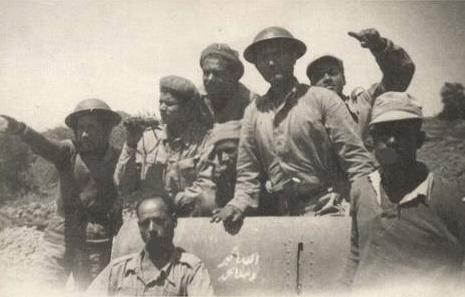
مدرعه صهيونية استولى عليها الإخوان المسلمون بعد معارك شرسه عام 1948م وكتب عليها شعار الإخوان الله أكبر ولله الحمد

## دور كتائبالإخوان المسلمين
شارك الإخوان المسلمون بقيادة أحمد عبد العزيز، من مصر والأردن وسوريا وفلسطين والعراق، من أبرز مجاهديهم الوزير الأردني كامل الشريف والشيخ محمد فرغلي وأبو الفتوح شوشة من مصر، والسوري مصطفى السباعي، والعراقي محمد محمود الصواف.

## معرض صور

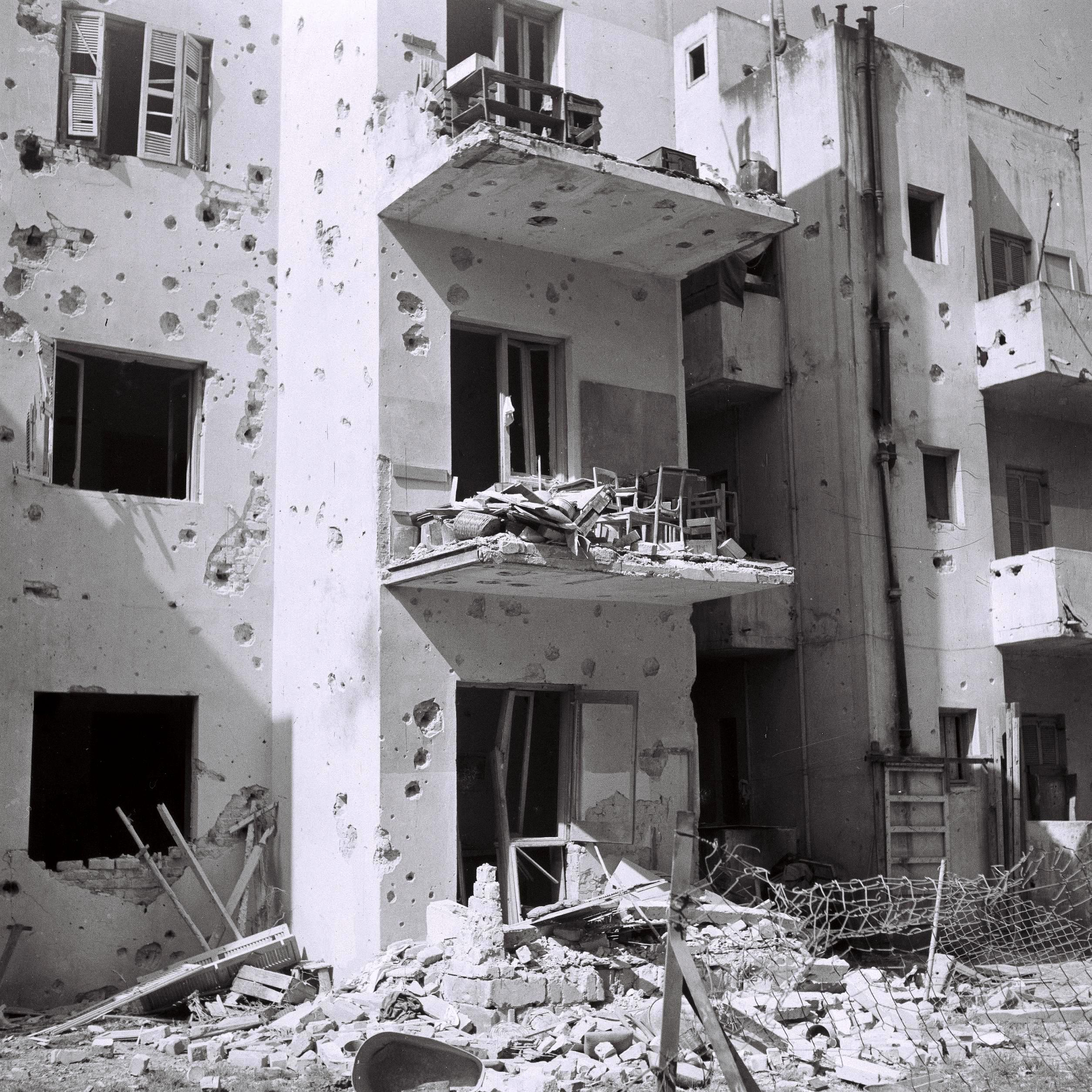
آثار قصف جوي مصري على تل أبيب
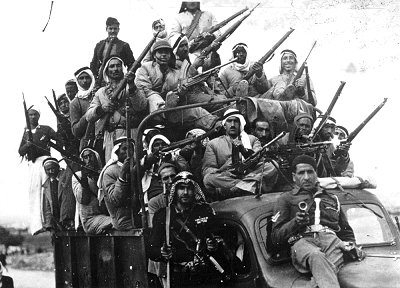
متطوعون للجهاد
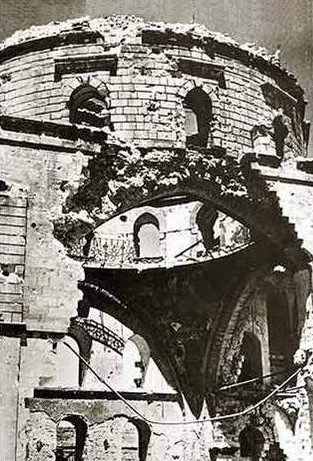
الجيش الأردني يدمر كنيس تيفيريت في القدس، (والذي سمي بعد ذلك كنيس الخراب) أثناء حصاره للقدس في 21 أيار / مايو 1948
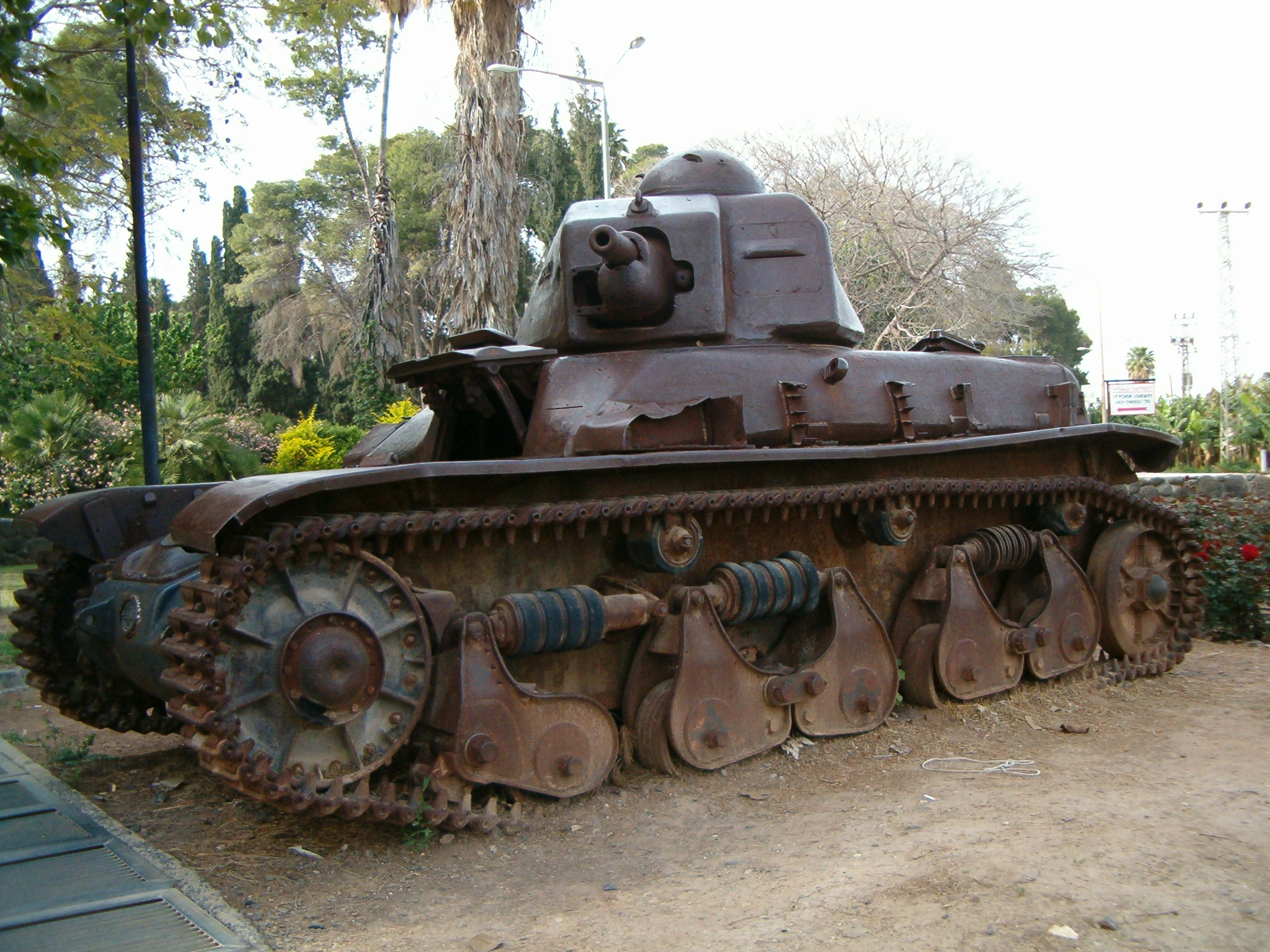
دبابة رينو آر-35 للجيش السوري في ديجانيا بشمال إسرائيل
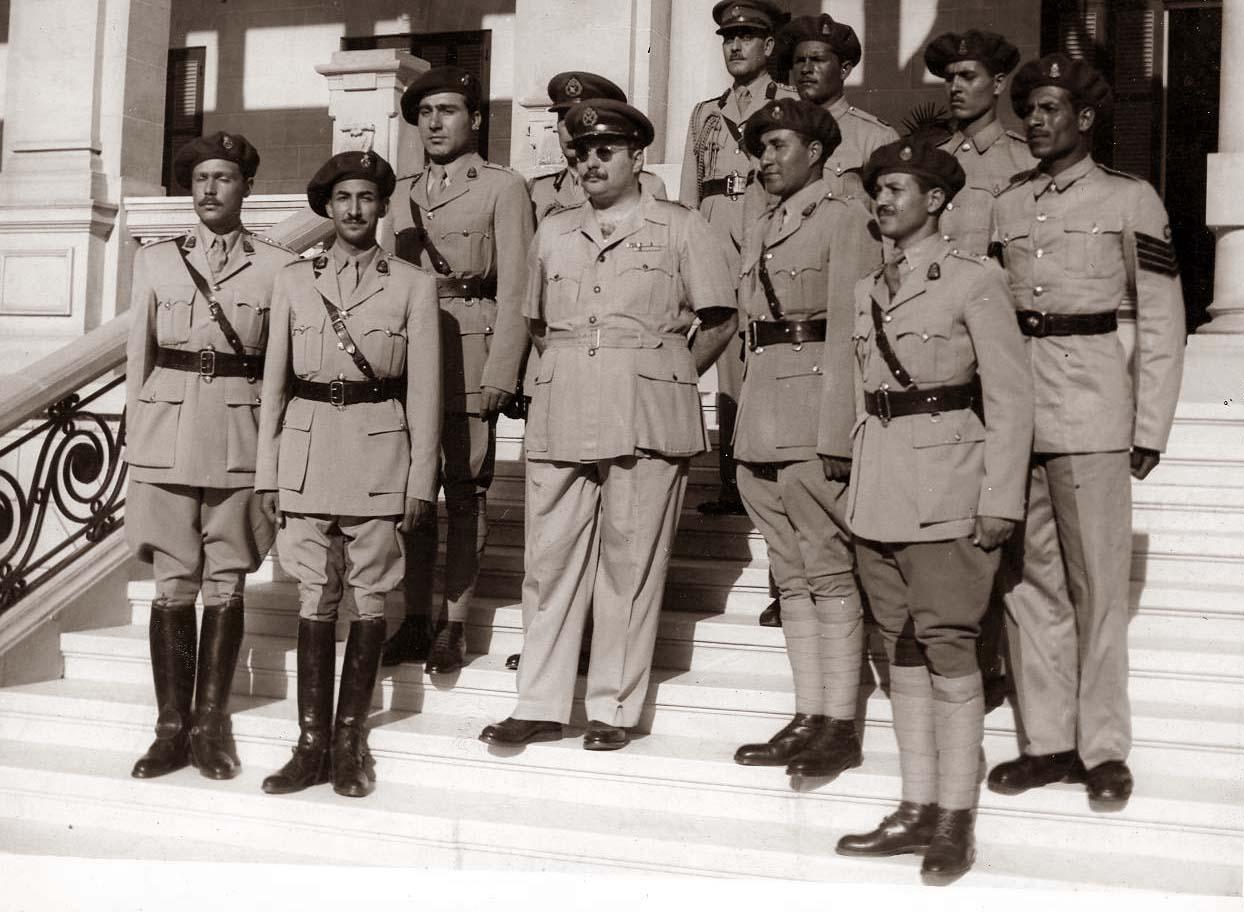
الملك فاروق مع ضباط الحرس الملكي قبل إرسالهم إلى حرب فلسطين وفي الصورة الفريق سعد الشاذلي رئيس أركان حرب القوات المسلحة المصرية خلال حرب أكتوبر 1973
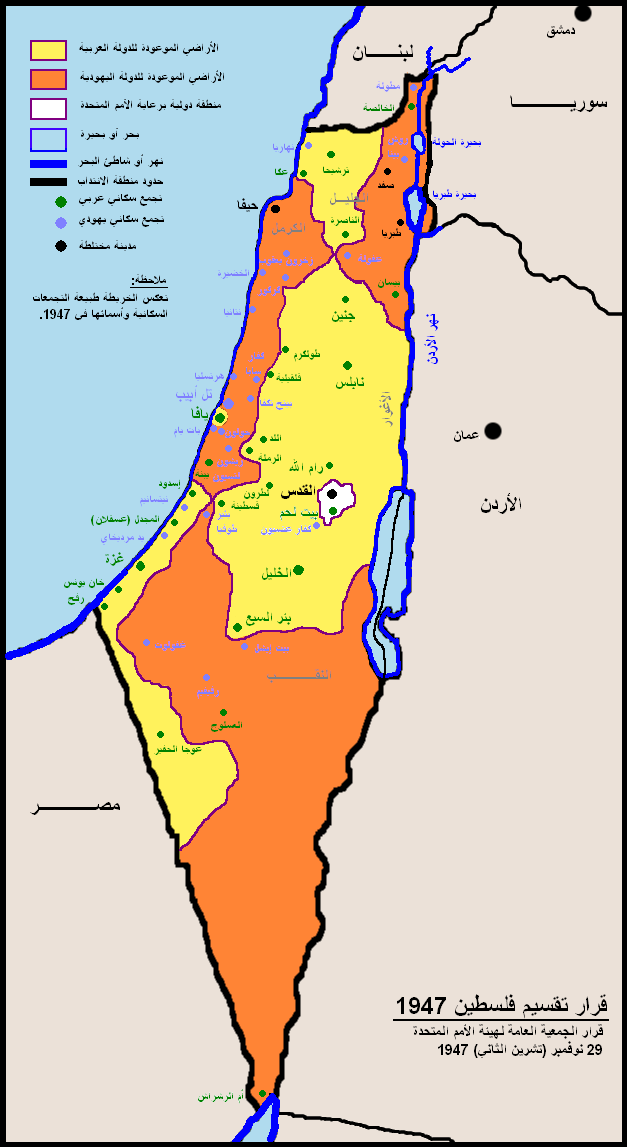
خارطة تقسيم فلسطين
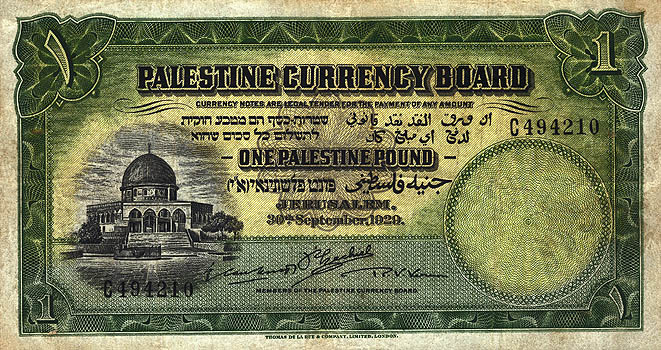
جنيه فلسطيني
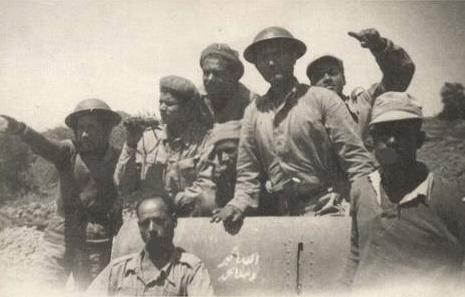
مدرعه صهيونية استولى عليها المقاتلون الإخوان بعد معارك شرسه عام 1948م وكتب عليها شعار الإخوان الله أكبر ولله الحمد
متطوعين فرنسيين للقتال بجانب الصهاينة.

## روابط خارجية
- فيلم وثائقي من إخراج وإنتاج هشام زريق، يروي قصة مجزرة عيلبون في فلسطين عام 48
- جهاد الإسلاميين في فلسطين، د. خالد الخالدي، المركز الفلسطيني للإعلام
- حرب 48 عسكريا، المعرفة، الجزيرة نت، 15 مايو 2008
- حرب عام 1948، موسوعة مقاتل
- حرب فلسطين 1948، ضمن كتاب جمال قبل عبد الناصر (1948 - 1952)، أشرف صالح، ط1، منشأة المعارف بالإسكندرية، الإسكندرية 2008.